# A Dozen Furies
A Dozen Furies var ett amerikanskt metalcore band från Plano, Texas, aktivt mellan 2003 och 2006.

## Biografi
A Dozen Furies grundades 2003 av gitarristerna Marc Serrano och Joey Turner samt trummisen Mike Miller. Tillsammans hade de tidigare spelat i bandet Ethynol. De kontaktade sångaren Bucky Garrett och basisten Keith Reber som de kände sedan tidigare, och banduppställningen var komplett.
De spelade in och gav ut EP:n Rip the Stars Down själva 2004. Samma år deltog de i Battle for Ozzfest, där olika metalband tävlade om att få uppträda på Ozzfest. Bandet vann och spelade följaktligen på festivalen i juli och augusti 2005. I september samma år släpptes gruppens första och enda studioalbum,  A Concept From Fire, på Sanctuary Records. Senare under hösten och vintern spelade man tillsammans med DevilDriver som förband till Gwar.
Bandet splittrades i april 2006.

## Bandmedlemmar
- Bucky Garrett – sång (2003–2006)
- Marc Serrano – gitarr (2003–2006)
- Joey Turner – gitarr (2003–2006)
- Keith Reber – basgitarr (2003–2006)
- Mike Miller – trummor (2003-2006)

## Diskografi

### Studioalbum
- A Concept From Fire (2005)

### EP
- Rip the Stars Down (2004)